# Charly (Nashorn)
Charly (* 1958 im Umfolozi Game Reserve in Südafrika; † 29. Oktober 2011 in Hodenhagen) war ein Südliches Breitmaulnashorn (Ceratotherium simum simum) aus dem Serengeti-Park im niedersächsischen Hodenhagen. Nach Angaben des Parks war Charly mit 53 Jahren das älteste bis dato lebende Nashorn der Welt, das in einem Tierpark gehalten wurde.
Laut Safaripark ist das Erreichen eines solch hohen Alters ungewöhnlich, da Nashörner in freier Wildbahn bisher ein Alter von 30 Jahren erreicht hatten.
Charly wog 2,5 Tonnen. Er zeugte erfolgreich 43 Nachkommen. Er starb an einem Herz-Kreislauf-Versagen.